# Profesjonalna Liga Piłki Siatkowej Ukrainy
Profesjonalna Liga Piłki Siatkowej Ukrainy (ukr. Професіональна волейбольна ліга України, Profesionalna wołejbolna liha Ukrajiny, w skrócie: ПВЛУ; ang. Professional Volleyball League of Ukraine, w skrócie: PVLU) – stowarzyszenie publiczne zrzeszające kluby grające w najwyższej klasie rozgrywkowej w piłce siatkowej na Ukrainie – Superlidze – zarówno wśród kobiet, jak i mężczyzn. Jego głównym zadaniem jest prowadzenie ligowych rozgrywek o mistrzostwo Ukrainy oraz Puchar Ligi w piłce siatkowej kobiet i mężczyzn oraz zarządzanie nimi. Wśród celów wymieniono również stworzenie w pełni profesjonalnych lig.
Profesjonalna Liga Piłki Siatkowej Ukrainy powołana została 21 lutego 2022 roku. Konferencja założycielska odbyła się w miejscowości Słobożanśke w obwodzie dniepropietrowskim. Głównym inicjatorem powstania stowarzyszenia był prezes klubu Prometej – Wołodymyr Dubynski. Został on wybrany na pierwszego prezesa PVLU.
Profesjonalna Liga Piłki Siatkowej Ukrainy zarejestrowana została 27 maja 2022 roku. Wśród założycieli znalazły się następujące podmioty: Ałanta-DNU, WK Dnipro, Prometej, DIUSZOR "Sportywna akademija Prometej" oraz WSK Jurydyczna akademija.
28 czerwca 2022 roku Komitet Wykonawczy Ukraińskiego Związku Piłki Siatkowej podjął decyzję, że od sezonu 2022/2023 nowo powstałe stowarzyszenie będzie odpowiedzialne za organizację Superligi kobiet i mężczyzn oraz zarządzanie tymi ligami, natomiast rozgrywki na niższych poziomach pozostaną pod egidą krajowego związku.
PVLU zaprzestało swojej działalności latem 2024 roku.